# Estação Ulitsa Gortchakova
Ulitsa Gortchakova (em russo:  Улица Горчакова) é uma das estações da linha Butovskaia (Linha 12) do Metro de Moscovo, na Rússia. A estação «Ulitsa Gortchakova» está localizada entre as estações «Buninskaia Alleia» e «Bulhvar Admirala Uchakova».